# Allegória

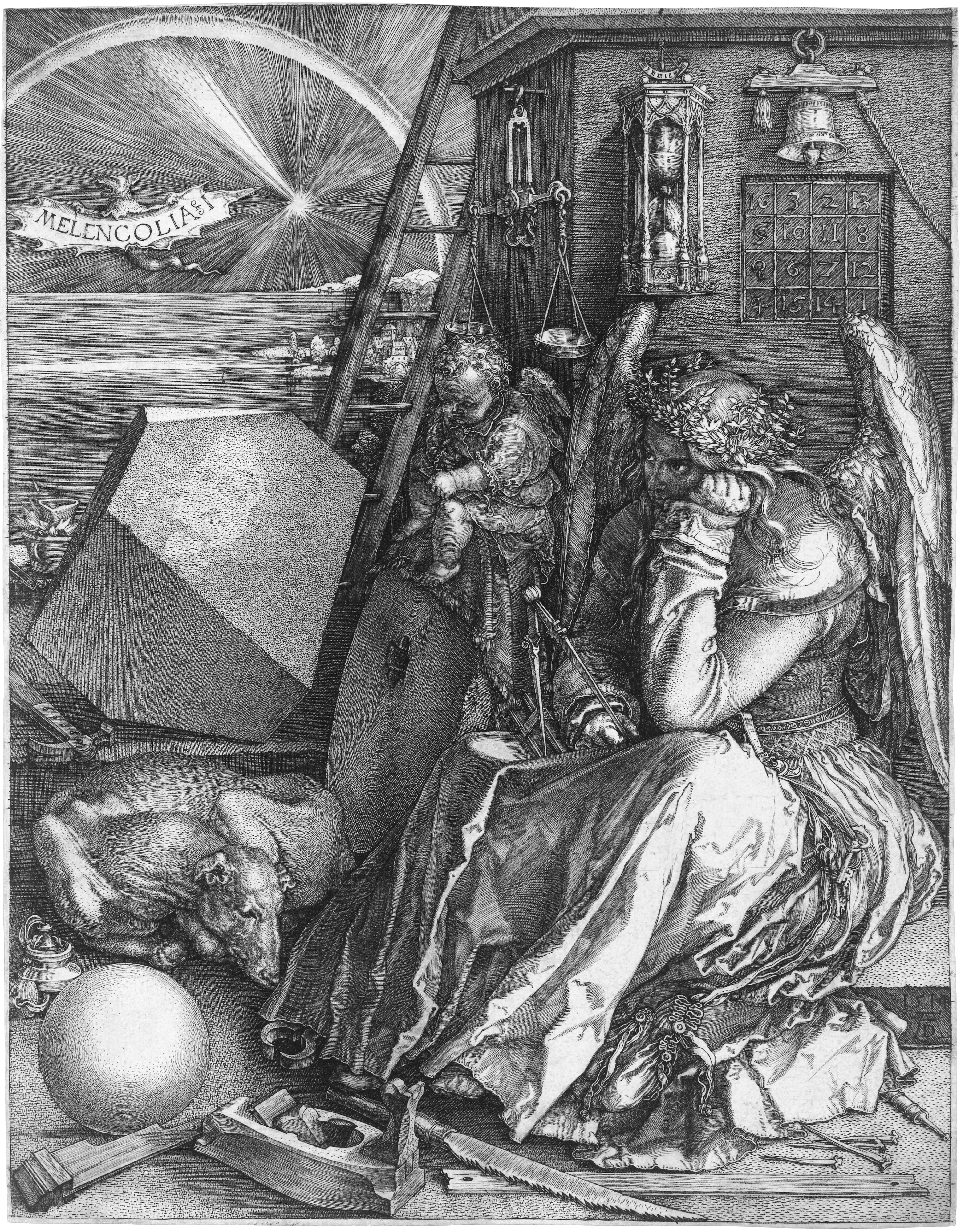
A melankólia allegorikus ábrázolása egy képzőművészeti alkotáson (Dürer: Melankólia I., 1514)

Az allegória (görög: allégorein= „mást mondani”) a metafora kiterjesztése, olyan szókép, melynek segítségével az ábrázolt események, személyek vagy elvont fogalmak kapnak egy második, rejtett jelentést, értelmezést. Az allegória lehet rövid, vagy végigvonulhat egy mű egy részén vagy akár a teljes egészén is.

## Jellege
Az allegória jellemzően valós vagy mitikus személy vagy állat, esetleg valamilyen tárgy formájában jellemez egy fogalmat, érzést, állapotot, például az oroszlán gyakran az erőt, a bátorságot szimbolizálja, míg egy női alak lehet az ártatlanság vagy szelídség szimbóluma. A szereplők valamilyen történet vagy ábrázolt mű (festmény, rézkarc stb.) keretében közvetítenek egy, gyakran meseszerű cselekményt, ezen keresztül szimbolizálnak valamit, ami gyakorta kötődhet babonákhoz is. Az allegória szinte bármi lehet, szerencse, balszerencse, bőség, ínség, öröm, bánat, időjárás, évszak, gazdagság, betegség stb.

## Példák
- A Toldi álom-allegóriája:

„Hanem amidőn már szépen megpitymallott,
És elült a szúnyog, és a zaj sem hallott,
Akkor lelopódzott a fiú fejére,
Két szárnyát teríté annak két szemére;
Aztán álommézet csókolt ajakára,
Akit mákvirágból gyüjte éjszakára;
Bűvös-bájos mézet, úgy hogy édességén
Tiszta nyál csordult ki Toldi szája végén”
- John Bunyan A zarándok útja (1678) az egyik legismertebb allegorikus mű az angol irodalomban; a mű tulajdonképpen a lélek útját ábrázolja.

- Egy-egy központi allegóriára épül:
  - Tompa Mihály: A madár fiaihoz,
  - Petőfi Sándor: Föltámadott a tenger,
  - Vajda János: A virrasztók,
  - Charles Baudelaire: Az albatrosz című verse.